# كيفن هيغينز (لاعب كرة قاعدة)
كيفن هيغينز (بالإنجليزية: Kevin Higgins)‏ هو لاعب كرة قاعدة أمريكي، ولد في 22 يناير 1967 في سان غابريل في الولايات المتحدة.

## وصلات خارجية
- كيفن هيغينز على موقعبيزبول رفرنس.كوم (الدوري الرئيسي) (الإنجليزية)
- كيفن هيغينز على موقعبيزبول رفرنس.كوم (الدوري الثانوي) (الإنجليزية)